# Метцгерія
Метцгерія (Metzgeria) — рід талоїдних печіночників родини мецгерієвих.

## Таксономія
Рід був названий на честь Йоганна Мецгера (1771–1844), німецького гравера на міді та реставратора мистецтв із Штауфен-ім-Брайсгау, Баден-Вюртемберг, друга Джузеппе Радді та учня видатного флорентійського гравера Рафаелло Санціо Моргена (1753–1833).

## Види
Описано приблизно від 120 до 200 видів мецгерії. Види можуть бути однодомними або дводомними. Зокрема рід містить такі види: метцгерія зчіплена (Metzgeria conjugata), метцгерія кущувата (Metzgeria fruticulosa), метцгерія вильчаста (Metzgeria furcata), метцгерія тонкожилкова (Metzgeria leptoneura), метцгерія фіолетова (Metzgeria violacea), Metzgeria pubescens.